# 국가지식포털
국가지식포털은 대한민국의 각 기관별로 전산화된 국가 지식 자료를 통합검색으로 제공함으로써 모든 기관과 국민이 국가지식 정보자원을 마음껏 활용할 수 있도록 하기 위한 포털 사이트이다.